# とらの門
株式会社とらの門（とらのもん）は、自動車部品や修理用機械の修理･販売及び車両の整備などをおこなう総合商社。また他にも損害保険代理業、社有不動産の賃貸業も手掛けている。

## 概要
株式会社とらの門は主に車両部品や修理用工具を、自動車整備工場や板金工場、ガソリンスタンド、タクシー会社などに販売している。また都内に複数ある社有不動産を賃貸している。

## 沿革
株式会社とらの門は1947年1月に東京都港区虎ノ門に設立された。1951年3月には自動車部品貿易部開設が開設。1952年には社名を現在の社名「株式会社とらの門」に変更し、1953年から1989年にかけて、自動車部品販売部の店舗が関東地方から沖縄県にかけて計21店舗が開設された。1972年には本社が現在の東京都世田谷区用賀2-36-19に移転した。

## 部署
- 自動車部品販売部[1]
  - 本部（世田谷区用賀）
  - 志村店（板橋区蓮根）
  - 目白店（新宿区西落合）
  - 池袋店（豊島区上池袋）
  - 尾久店（北区東十条）
  - 世田谷店（世田谷区用賀）
  - 八幡山店（世田谷区南烏山）
  - 常盤台店（練馬区氷川台）
  - 杉並店（杉並区和泉）
  - 品川店（品川区南大井）
  - 練馬店（練馬区大泉学園町）
  - 横浜店（横浜市南区別所）
  - 小平店（小平市花小金井）
  - 小金井店（小金井市貫井南町）
  - 青梅店（青梅市河辺町）
  - 秋津店（東村山市秋津町）
  - 昭島店（昭島市上川原町）
  - 武蔵野店（武蔵野市関前）
  - 大謝名店（沖縄県宜野湾市大謝名）
- 特販部
- 不動産部